# Chiluo gaoyang
Chiluo gaoyang (赤裸羔羊S), noto anche con il titolo internazionale Naked Killer, è un film del 1992 diretto da Clarence Fok. L'opera ha avuto due seguiti tematici: Chiluo tegong (2002) e Juese wuqi (2012). In Italia é inedito.

## Trama
Un investigatore, Tinam, cerca di arrestare Kitty, un'assassina che ha la particolare caratteristica di uccidere uomini che maltrattano l'altro sesso mediante veri e propri "colpi bassi".